# Rio Crişul Nou
O Rio Crişul Nou é um rio da Romênia, afluente do Crişul Poienii, localizado no distrito de Bihor.